# Yusuf Salim
Yusuf Salim (* 1929 in Baltimore als Joseph Blair; † 31. Juli 2008 in Durham (North Carolina)) war ein US-amerikanischer Jazzpianist, Arrangeur und Komponist.
Salim begann seine Musikerkarriere mit 14 Jahren als Pianist im Ken Murray Sextet; mit 17 wurde er Hauspianist im Royal Theatre von Baltimore. Dort spielte er sieben Jahre in der Band von Tracy McClair. Daneben trat er mit gastierenden Künstlern wie Sammy Davis, Jr., Moms Mabley und Redd Foxx auf. Ende der 1940er- und in den frühen 1950er-Jahren spielte er bei Bill Swindell in New York; dabei wirkte er auch bei Jamsessions im Minton’s Playhouse in Harlem und im Birdland in Manhattan mit. Mehrere Jahre ging er mit Red Prysock auf Tourneen, war Mitglied einer Marine-Band und kehrte anschließend nach Baltimore zurück, um in lokalen Jazzclubs aufzutreten.
Salim kam 1974 nach Durham und arbeitete in der Jazzszene von North Carolina (im Raum Raleigh, Durham und Chapel Hill). Er trat in der WUNC-TV-Serie (PBS) Yusuf and Friends auf und führte einen Club namens The Salaam Cultural Center, in dem er Workshops anbot. Er förderte die Karrieren der Jazzvokalistinnen Eve Cornelious und Nnenna Freelon; 1999 erhielt er den North Carolina Arts Council Jazz Fellowship. Salim schrieb über 50 Kompositionen, die unter anderem von Gary Bartz, Mongo Santamaría und Cannonball Adderley (Low Brown) aufgenommen wurden. 1982 nahm er mit Bus Brown auf; unter eigenem Namen legte er in seinen späteren Jahren das Album Yusuf Sings vor.